# Czeslaw Zuber
 (mai 2025).
Czeslaw Zuber (né le 26 mai 1948 à Przybylowice en Pologne) est un sculpteur, céramiste, verrier, peintre, illustrateur et designer. 

## Biographie
Il est le frère du logicien et linguiste Richard Zuber.
En 1974, Zuber obtient un diplôme de l'École Supérieure des Beaux-Arts de Wroclaw (Pologne), section céramique et verre. Au cours d'un stage dans une verrerie, il rencontre les souffleurs traditionnels de Silésie et comprend les opportunités infinies offertes par le verre. En 1980, il séjourne en Espagne grâce à une bourse du Ministère polonais de la culture. En 1981, il décroche le Prix spécial du jury à l'Exposition d'art du verre de Katowice (Pologne).
En 1982, Czeslaw Zuber s'installe à Paris. Contrairement à ce qu'il pratiquait en Pologne (formes travaillées à chaud), il élabore désormais toute une série d'œuvres à froid, sous forme de verres gravés à l'acide, au sable, à la scie diamantée. Il sculpte des dalles de verre parfois très épaisses, teintées d'encre de couleur vive. Il crée aussi des colonnes lumineuses, offrant un miroir d'un côté et un décor peint de l'autre.
En 1984, il met au point une technique qui le rend célèbre : le sablage. Sa maîtrise de la gravure au sable, va donner naissance à une série d'œuvres figuratives: chevaux, oiseaux, mains, têtes... mais il ne dédaigne pas pour autant les décors abstraits où il laisse libre cours à son imagination fertile. Ses œuvres les plus remarquables sont les Têtes énigmatiques qu'il crée avec des morceaux de verre découpés à la scie diamantée puis assemblés avec une colle colorée, et enfin, gravés au jet de sable et peints.

## Distinctions
- 1985 : Prix spécial du jury à l'Exposition internationale du verre à Cobourg (Allemagne).
- 1992 : Médaille d'or décernée par l'American Interfaith Institute (États-Unis)